# Velimir Zajec
Velimir Zajec (Zagreb, 12. veljače 1956.) bivši je hrvatski nogometaš, nogometni trener i trenutni predsjednik GNK Dinamo Zagreb, od 10. ožujka 2024. godine.

## Igračka karijera

### Klupska karijera
Karijeru je započeo u zagrebačkom NK Dinamu 1974. godine u dobi od 18 godina. Za brz ulazak juniora Zajeca u prvu momčad zaslužan je trener Mirko Bazić. U svojih prvih 10 godina igranja, svom klubu je donio dva Kupa Jugoslavije kao i 24 godine dugo očekivani naslov prvaka, 1982. godine.
Kad je navršio 28 godina, po tadašnjim pravilima za športaše u Jugoslaviji, stekao je pravo igranja za strane klubove. Otišao je u grčki Panathinaikos, u kojem je ostvario blistave uspjehe.
Na terenu je važio za džentlmena, bez provokativnih i nasilnih ispada.

### Reprezentativna karijera
Svojim igrama je izborio mjesto u nogometnoj reprezentaciji Jugoslavije, za koju je nastupio trideset i šest puta, puno puta i kao kapetan. 

## Trenerska karijera
Nakon prestanka aktivnog igranja, dvije je godine (1989. – 1991.) proveo kao direktor u NK Dinamu, nakon čega se vraća u Panathinaikos voditi njihovu igračku akademiju. Nedugo zatim je postao glavnim trenerom. Nakon nekog vremena, vratio se u Dinamo, ovaj put kao glavni trener, nakon čega se godine 2002. opet vraća u Panathinikos na mjesto direktora.
Godine 1998., vodio je Dinamo u tri susreta Lige prvaka, ostavši neporažen, izborivši s klubom dvije pobjede i jedan neriješeni susret. Unatoč tome, Dinamo nije uspio proći u četvrtfinale, jer su završili nastup na drugom mjestu u skupini (samo je prvoplasirana momčad nastavljala natjecanje).
Godine 2004., otišao je u Englesku, u klub Portsmouth, preuzevši mjesto izvršnog direktora. Nakon što je menadžer Harry Redknapp dao ostavku, privremeno je preuzeo menadžersko mjesto u studenome 2004. godine. Pet mjeseci poslije, vraća se na mjesto direktora, nakon što je u klub na trenersko mjesto došao Alain Perrin. Ostavku na mjesto direktora dao je 10. listopada 2005. godine, zbog lošijeg zdravstvenog stanja. Od svibnja 2010. godine, nakon više od deset godina, ponovno je trener nogometnog kluba Dinamo Zagreb. Dana 9. kolovoza 2010. smijenjen je s trenerskog mjesta, nakon remija kod Varaždina.

## Zanimljivosti
Još za aktivne igračke karijere stekao je nadimak "Zeko". Taj nadimak je zadržao i kod Panathinaikosovih navijača.
Poznati hrvatski radijski športski voditelj Ivan Tomić ga je zvao "Zajec Zeko, Dinamovo med i mlijeko".

## Priznanja

### Individualna
- Najbolji nogometaš Jugoslavije: 1979., 1984.

### Igrač
Dinamo Zagreb
- Prva savezna liga: 1981./82.
- Kup maršala Tita: 1979./80., 1982./83.

Panathinaikos
- Alpha Ethniki: 1985./86.
- Grčki nogometni kup: 1985./86., 1987./88., 1988./89.

### Trener
Dinamo Zagreb
- Hrvatski nogometni superkup: 2010.

### Reprezentativna
- Europsko prvenstvo do 21 godine: 1978.

## Vanjske poveznice
- Velimir Zajec, Hrvatska enciklopedija
- Velimir Zajec, Nogometni leksikon